# Деменкове
Де́менкове — село в Україні, у Новоайдарській селищній громаді Щастинського району Луганської області. Населення становить 105 осіб.

## Населення
За даними перепису 2001 року населення села становило 105 осіб, з них 72,38% зазначили рідною українську мову, а 27,62% — російську.